# Дегтярёв, Владимир Иванович (дзюдоист)
Владимир Иванович Дегтярёв (род. 4 сентября 1973, Магнитогорск, Челябинская область) — российский самбист и дзюдоист, чемпион и призёр чемпионатов России, мастер спорта России международного класса.

## Биография
В 1998 году окончил Челябинский государственный институт физической культуры. В том же году стал старшим тренером сборной России среди девушек. Работал тренером-преподавателем челябинской СДЮСШОР «Локомотив». С 2004 года тренер-преподаватель в Центре олимпийской подготовки Челябинской области. В 2013 году стал тренером женской сборной России.

## Спортивные результаты
- Чемпионат России по дзюдо 1996 года — ;
- Чемпионат России по дзюдо 1997 года — ;
- Чемпионат России по дзюдо 1998 года — ;
- Чемпионат России по дзюдо 2000 года — ;